# Polski Petersburg
Polski Petersburg – encyklopedia internetowa, działająca od 2015 roku, utworzona i prowadzona przez Międzynarodowe Centrum Kultury we współpracy z Międzynarodową Fundacją Charytatywną im. Dmitrija Lichaczowa.
Encyklopedia stanowi kompendium wiedzy o historii Polonii i kultury polskiej w Petersburgu. Witryna powstała w wyniku współpracy instytucji polskich i rosyjskich z okazji odwołanego „Roku Polskiego w Rosji 2015”. Autorzy haseł, opierając się na ogólnodostępnych źródłach polskich i rosyjskich, przedstawili wielowiekowy wkład Polaków w historię i rozwój Petersburga, sylwetki oraz relacje polsko-rosyjskie. Encyklopedia dostępna jest w dwóch wersjach językowych. Głównym redaktorem naukowym był dr hab. Hieronim Grala, współpracowali z nim: dr Beata Nykiel, dr Mikołaj Banaszkiewicz, dr Dariusz Konstantynów, prof. dr hab. Artur Kijas, dr hab. Irena Wodzianowska.
Autorzy haseł: Iwona Arabas, Stefan Ciara, Edward Czapiewski, Jan Engelgard, Kinga Anna Gajda, Bartłomiej Garczyk, Robert Gawkowski, Henryk Głębocki, Marek Herma, Roman Jurkowski, Aleksander Kałmykow, Małgorzata Karpińska, Mariusz Kulik, Jarosław Kurkowski, Ryszard Mielczarek, Anna Mistewicz, Franciszek Nowiński, Zbigniew Opacki, Andrzej Skalimowski, Tamara Smirnowa, Renata Suchowiejko, Inessa Swirida, Tomasz Szwaciński, Dariusz Tarasiuk, Maciej Zakrzewski, Monika Zamachowska, Zofia Zielińska, Ewa Ziółkowska, Benedykt Żurek.